# 上原真央
上原 真央（うえはら まお、1993年10月8日 - ）は日本の歌手、グラビアアイドルであり、女性アイドルグループchoice?のメンバーである。旧芸名は望月 ゆな。
東京都出身。フィノリアファクトリー所属。以前はポセイドンエンターテイメントに所属していた。

## 来歴
- 2009年2月14日、南彩乃、高岡未來、安西かな、山口えりとともにガールズユニットchoice?を結成。
- 2009年8月、choice?、ポセイドンエンターテイメントから脱退。
- 2009年12月、「望月ゆな」から現在の「上原真央」に改名し、星野瑞映、南彩乃、安西かなとともにchoice?の活動再開。
- 2010年3月、Rizumu、星野瑞映と新ユニットAZUKI結成。choice?を卒業した南彩乃に代わりリーダーに昇格。
- 2021年、講談社主催ミスiD2022に「あぱぱぱぱーのまおまお」名義でエントリー。2022年1月28日、ファイナリストに残る。

## 人物
- 特技は、阿波踊り・テニス・水泳。
- 憧れのアイドルはAKB48[1]。

## 作品

### DVD
望月ゆな 名義
- ヴィーナスJr Vol.4 リアルバージン（2008年9月7日、ツアーリンク東京）
- ヴィーナスJr 望月ゆな 14歳 コスプレパニック（2008年12月7日、ツアーリンク東京）
- ホワイトクリスマスズU15スペシャル! （2008年12月12日、渋谷ミュージック） - 他の出演者：三花愛良、高岡未來、天地心、佐倉レイナ、小林かれん、中谷まい、双葉ゆめ
- コスプレDX 望月ゆな 14歳（2009年1月16日、渋谷ミュージック）[2]
- 望月ゆな 14歳 中学校卒業 上巻、下巻（2009年04月10日、渋谷ミュージック）
- ピース学院 中等部物語 学校編　第1巻、第2巻（2009年5月1日、サンクチュアリ） - 他の出演者：愛田かんな、葉月めぐ、桃瀬なつみ、小林りんか、三浦璃那、三花愛良、星るな、小林かれん、高岡未來
- choice?メンバー 高岡未來 望月ゆな 山口えり（2009年7月24日、サンクチュアリ） - 他の出演者：高岡未來、山口えり
- はじめて　望月ゆな（2009年8月26日、ビーエムドットスリー）[1]

上原真央 名義
- ぽかぽか日和（2012年3月16日、アースゲート）
- まんなか（2012年7月27日、エスデジタル）[3][4]
- 大人少女（2012年9月16日、アースゲート）[5][6]

### 写真集
望月ゆな 名義
- かわいいってゆーな☆（2009年5月23日、彩文館出版、撮影：野川イサム）ISBN 978-4775603987

## 出演

### オリジナルビデオ
- アイドル爆弾（2011年4月6日、アルバトロス）
- 妖怪川姫みずさ 捕まらない殺人鬼篇（2012年9月4日、アースゲート）

### 舞台
- Amazingプレゼンツ「舞台版 ビーナスファンタジスタ 〜Thecrescendo in my heart〜」（2012年8月29日-9月2日、赤坂レッドシアター）